# 창녕조씨 시랑공파 문중 고문서
창녕조씨 시랑공파 문중 고문서(昌寧曺氏 侍郎公派 門中 古文書)는 대한민국 경상남도 진주시에 있는 창녕 조씨 문중 고문서이다. 2017년 7월 20일 경상남도의 유형문화재 제616호로 지정되었다.

## 지정 사유
｢창녕조씨 시랑공파 문중 고문서」는 경남 진주와 창원에 거주한 창녕조씨 집안의 가계 내력, 경제 상황, 사회 활동 등을 알 수 있는 자료이다.
문서의 작성 시기가 1500년부터 1929년으로 시대마다 고르게 분포하고 있으며, 종류도 비교적 다양한 자료이다.

## 참고 문헌
- 창녕조씨 시랑공파 문중 고문서 - 국가유산청 국가유산포털